# Tótszerdahely
Tótszerdahely là một thị trấn thuộc hạt Zala, Hungary. Thị trấn này có diện tích 12,3 km², dân số năm 2010 là 1178 người, mật độ 96 người/km².